# Zillebeke
Zillebeke è una frazione della città belga di Ypres situata nelle Fiandre (provincia delle Fiandre Occidentali). Si trova a circa 3,2 km a sud-est di Ypres e a circa 100 km a ovest della capitale Bruxelles.